# Sportclub Westfalia 1904 Herne 1962-1963
Questa voce raccoglie le informazioni riguardanti lo Sportclub Westfalia 1904 Herne nelle competizioni ufficiali della stagione 1962-1963.

## Stagione
Nella stagione 1962-1963 il Westfalia Herne, allenato da Fritz Silken, concluse il campionato di Oberliga ovest al 14º posto.

## Rosa
| N. |                     | Ruolo | Calciatore         |
| -- | ------------------- | ----- | ------------------ |
|    | Germania (bandiera) | P     | Jürgen Berheide    |
|    | Germania (bandiera) | P     | Hans Tilkowski     |
|    | Germania (bandiera) | D     | Engelbert Börger   |
|    | Germania (bandiera) | D     | Kurt Gehlisch      |
|    | Germania (bandiera) | D     | Wilhelm Kellermann |
|    | Germania (bandiera) | D     | Otto Luttrop       |
|    | Germania (bandiera) | D     | Hans-Dieter Riedel |
|    | Germania (bandiera) | C     | Georg Fischer      |
|    | Germania (bandiera) | C     | Gerhard Hund       |
|    | Germania (bandiera) | C     | Wolfgang Klein     |

| N. |                     | Ruolo | Calciatore             |
| -- | ------------------- | ----- | ---------------------- |
|    | Germania (bandiera) | C     | Franz-Dieter Nowak     |
|    | Germania (bandiera) | C     | Jürgen Pieper          |
|    | Germania (bandiera) | C     | Alfred Pyka            |
|    | Germania (bandiera) | C     | Karl-Heinz Schmidhofer |
|    | Germania (bandiera) | A     | Jürgen Bandura         |
|    | Germania (bandiera) | A     | Gerhard Clement        |
|    | Germania (bandiera) | A     | Jürgen Koch            |
|    | Germania (bandiera) | A     | Alex Kraskewitz        |
|    | Germania (bandiera) | A     | Rudolf Pöggeler        |

## Organigramma societario
Area tecnica
- Allenatore: Fritz Silken
- Allenatore in seconda:
- Preparatore dei portieri:
- Preparatori atletici:
- Analisi video:

## Calciomercato

### Sessione estiva
| Acquisti | Acquisti       | Acquisti            | Acquisti |
| R.       | Nome           | da                  | Modalità |
| -------- | -------------- | ------------------- | -------- |
| C        | Gerhard Hund   | Westfalia Herne U19 |          |
| C        | Wolfgang Klein | Sodingen            |          |

| Cessioni | Cessioni        | Cessioni          | Cessioni |
| R.       | Nome            | a                 | Modalità |
| -------- | --------------- | ----------------- | -------- |
| D        | Erwin Heidinger | Arminia Bielefeld |          |

## Risultati

### Oberliga ovest

#### Girone di andata
| Arbitro: | Wieser |

|           |           |             |
| Erich 42’ | Marcatori | 75’ Bandura |

| Arbitro: | Radermacher |

|                              |           |            |
| Bandura 23’, 51’ Luttrop 45’ | Marcatori | 63’ Kiefer |

| Arbitro: | Dreuw |

|                      |           |                              |
| Steffen 9’ Meyer 76’ | Marcatori | 3’, 88’ Schmidhofer 79’ Koch |

| Arbitro: | Irmer |

|                                                          |           |                   |
| Pöggeler 29’ Clement 59’ Luttrop 61’ Overdiek 65’ (rig.) | Marcatori | 30’, 76’ Gerhardt |

| Oberhausen 15 settembre 1962 5ª giornata | RW Oberhausen | 0 – 0 referto | Westfalia Herne | Niederrheinstadion (14 000 spett.)\| Arbitro: \| Hochrath \| |
| Arbitro:                                 | Hochrath      |               |                 |                                                              |

| Arbitro: | Mix |

|  |           |                    |
|  | Marcatori | 56’ Dörr 60’ Beyer |

| Arbitro: | Rudloff |

|                                                                          |           |                         |
| Schult 7’ Matischak 20’, 43’, 68’ (rig.), 75’ (rig.) Rühl 49’ Kremer 82’ | Marcatori | 17’ Fischer 89’ Luttrop |

| Arbitro: | Fork |

|             |           |                      |
| Luttrop 77’ | Marcatori | 38’ Wosab 87’ Schütz |

| Arbitro: | Höfer |

|              |           |  |
| Pöggeler 90’ | Marcatori |  |

| Arbitro: | Brodüffel |

|                      |           |          |
| Laumen 1’ Fendel 81’ | Marcatori | 31’ Koch |

| Arbitro: | Schmitz |

|  |           |           |
|  | Marcatori | 79’ Plich |

| Arbitro: | Buschhorn |

|            |           |              |
| Röhrig 32’ | Marcatori | 71’ Pöggeler |

| Arbitro: | Niemeyer |

|                                   |           |                                 |
| Koch 8’ Overdiek 57’ Pöggeler 80’ | Marcatori | 22’ Schmidt 67’ (aut.) Gehlisch |

| Arbitro: | Hillebrand |

|                            |           |              |
| Glenski 16’, 85’ Esser 49’ | Marcatori | 50’ Gehlisch |

| Arbitro: | Hense |

|                                                             |           |             |
| Kellermann 7’ (aut.) Hemmersbach 57’ Ripkens 60’ Müller 71’ | Marcatori | 74’ Clement |

#### Girone di ritorno
| Arbitro: | Dreuw |

|              |           |                        |
| Gehlisch 63’ | Marcatori | 55’ Walenciak 84’ Lotz |

| Arbitro: | Schmidt |

|                                  |           |                   |
| Arnrich 5’ Augustat 8’ Glomb 55’ | Marcatori | 40’, 76’ Gehlisch |

| Arbitro: | Baumgärtel |

|              |           |                         |
| Gerhardt 19’ | Marcatori | 1’ Pöggeler 43’ Clement |

| Arbitro: | Buschhorn |

|                                           |           |                          |
| Clement 12’ Tilkowski 25’ (rig.) Koch 57’ | Marcatori | 21’, 23’ Schult 87’ Rühl |

| Arbitro: | Malka |

|                      |           |            |
| Schütz 46’ Sturm 55’ | Marcatori | 12’ Börger |

| Arbitro: | Weyland |

|                                       |           |  |
| Sell 20’ Walter 24’, 50’ Wandolek 34’ | Marcatori |  |

| Arbitro: | Wieser |

|                                               |           |             |
| Häfner 34’, 59’, 89’ Schwinning 45’ Plich 84’ | Marcatori | 64’ Bandura |

| Arbitro: | Hennig |

|              |           |                            |
| Gehlisch 49’ | Marcatori | 31’ Peters 82’ Heydenreich |

| Arbitro: | Radermacher |

|            |           |  |
| Rummel 32’ | Marcatori |  |

| Arbitro: | Schmitz |

|                                        |           |               |
| Clement 1’, 52’ Börger 12’ Bandura 45’ | Marcatori | 10’ Wolfframm |

| Arbitro: | Schmitz |

|          |           |  |
| Koch 28’ | Marcatori |  |

| Arbitro: | Bergau |

|             |           |                         |
| Clement 65’ | Marcatori | 37’, 56’, 75’ Bergstein |

| Arbitro: | Thier |

|                                    |           |  |
| Lulka 60’ Pohlschmidt 69’ Dörr 78’ | Marcatori |  |

| Arbitro: | Hense |

|  |           |            |
|  | Marcatori | 88’ Hornig |

| Arbitro: | Siepe |

|                                            |           |                                       |
| Schmidhofer 30’, 40’ Gehlisch 48’ Koch 52’ | Marcatori | 19’, 78’ Crawatzo 20’ Brungs 60’ Kohn |

## Statistiche

### Statistiche di squadra
| Competizione   | Punti | In casa | In casa | In casa | In casa | In casa | In casa | In trasferta | In trasferta | In trasferta | In trasferta | In trasferta | In trasferta | Totale | Totale | Totale | Totale | Totale | Totale | DR  |
| Competizione   | Punti | G       | V       | N       | P       | Gf      | Gs      | G            | V            | N            | P            | Gf           | Gs           | G      | V      | N      | P      | Gf     | Gs     | DR  |
| -------------- | ----- | ------- | ------- | ------- | ------- | ------- | ------- | ------------ | ------------ | ------------ | ------------ | ------------ | ------------ | ------ | ------ | ------ | ------ | ------ | ------ | --- |
| Oberliga ovest | 21    | 15      | 6       | 2       | 7       | 27      | 26      | 15           | 2            | 3            | 10           | 16           | 39           | 30     | 8      | 5      | 17     | 43     | 65     | -22 |
| Totale         | 21    | 15      | 6       | 2       | 7       | 27      | 26      | 15           | 2            | 3            | 10           | 16           | 39           | 30     | 8      | 5      | 17     | 43     | 65     | -22 |

### Andamento in campionato
| Giornata  | 1 | 2 | 3 | 4 | 5 | 6 | 7 | 8  | 9 | 10 | 11 | 12 | 13 | 14 | 15 | 16 | 17 | 18 | 19 | 20 | 21 | 22 | 23 | 24 | 25 | 26 | 27 | 28 | 29 | 30 |
| --------- | - | - | - | - | - | - | - | -- | - | -- | -- | -- | -- | -- | -- | -- | -- | -- | -- | -- | -- | -- | -- | -- | -- | -- | -- | -- | -- | -- |
| Luogo     | T | C | T | C | T | C | T | C  | C | T  | C  | T  | C  | T  | T  | C  | T  | T  | C  | T  | T  | T  | C  | T  | C  | C  | C  | T  | C  | C  |
| Risultato | N | V | V | V | N | P | P | P  | V | P  | P  | N  | V  | P  | P  | P  | P  | V  | N  | P  | P  | P  | P  | P  | V  | V  | P  | P  | P  | N  |
| Posizione | 9 | 4 | 5 | 1 | 2 | 5 | 9 | 10 | 8 | 9  | 10 | 9  | 9  | 11 | 12 | 12 | 12 | 12 | 12 | 12 | 12 | 12 | 13 | 14 | 12 | 12 | 13 | 13 | 14 | 14 |

Legenda:

Luogo: C = Casa; T = Trasferta. Risultato: V = Vittoria; N = Pareggio; P = Sconfitta.

### Statistiche dei giocatori
| J. Bandura     | 26 | 5 | 0 | 0 |
| J. Berheide    | 5  | 0 | 0 | 0 |
| E. Börger      | 29 | 2 | 0 | 0 |
| G. Clement     | 29 | 7 | 0 | 0 |
| G. Fischer     | 2  | 1 | 0 | 0 |
| K. Gehlisch    | 29 | 6 | 0 | 0 |
| G. Hund        | 1  | 0 | 0 | 0 |
| W. Kellermann  | 29 | 0 | 0 | 0 |
| W. Klein       | 0  | 0 | 0 | 0 |
| J. Koch        | 25 | 6 | 0 | 0 |
| A. Kraskewitz  | 2  | 0 | 0 | 0 |
| O. Luttrop     | 29 | 4 | 0 | 0 |
| F. Nowak       | 7  | 0 | 0 | 0 |
| W. Overdiek    | 19 | 2 | 0 | 0 |
| J. Pieper      | 3  | 0 | 0 | 0 |
| A. Pyka        | 30 | 0 | 0 | 0 |
| R. Pöggeler    | 23 | 5 | 0 | 0 |
| H. Riedel      | 8  | 0 | 0 | 0 |
| K. Schmidhofer | 9  | 4 | 0 | 0 |
| H. Tilkowski   | 25 | 1 | 0 | 0 |